# 防灾科学技术研究所

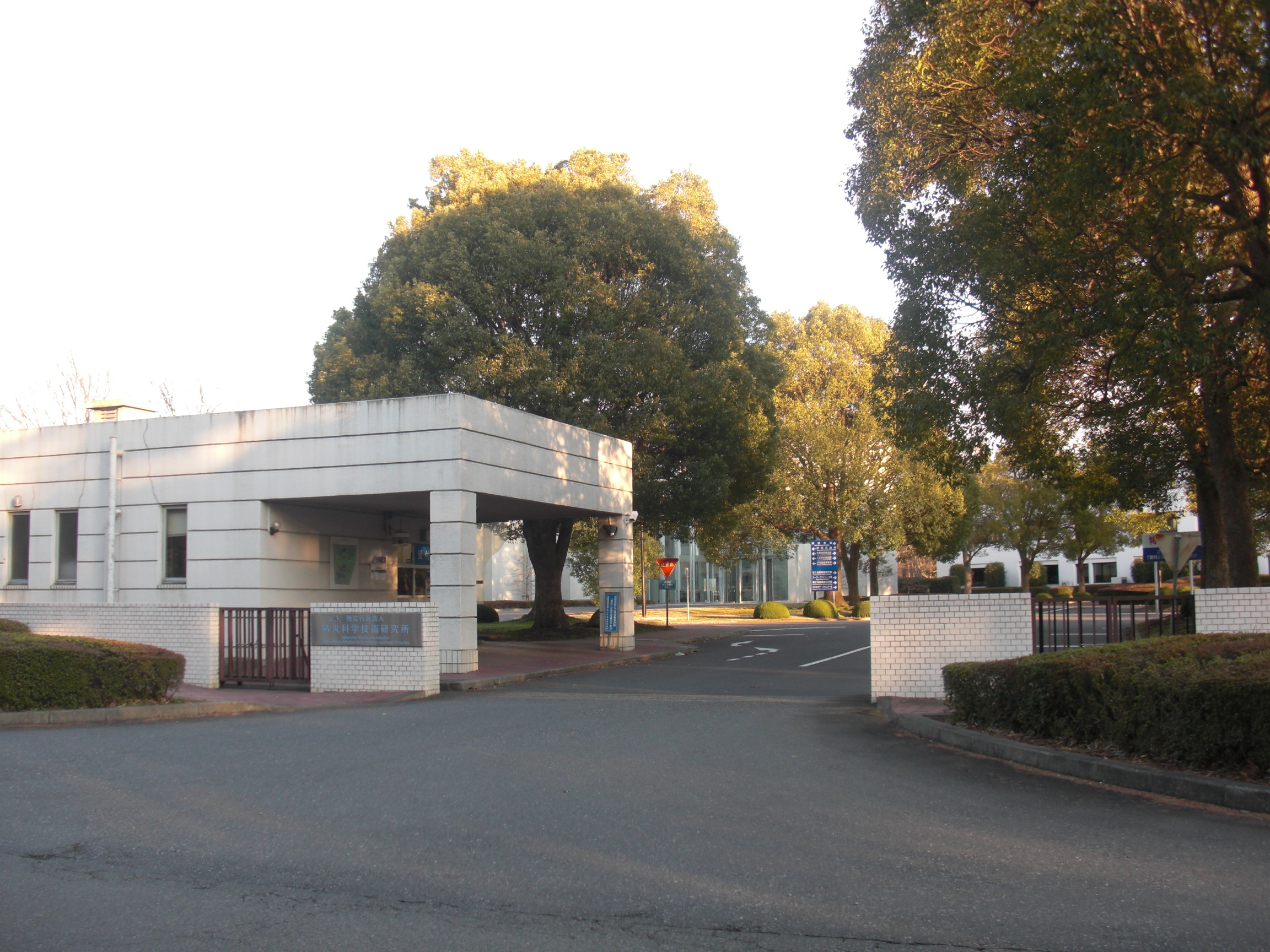
位于筑波的防灾科研本部

国立研究开发法人防灾科学技术研究所（日语：国立研究開発法人防災科学技術研究所，简称防灾科研或NIED），是由日本文部科学省管辖的国立研究开发法人（2006年前是特定独立行政法人）。总部位于茨城县筑波市，在日本全国各地都拥有实验设施和观测设施。

## 业务
- 通过综合防灾科学技术的基础研究及基础研究开发等业务，提高防灾科学技术水平。

## 观测设施

### 地震观测网
- Hi-net（日语：高感度地震観測網）[2]
  - 通过高感度地震计在日本全国范围内观测微弱的震动。于1995年开始建立，截至2011年已拥有约800个观测点，规模为世界最大。主要用于观测微小地震、为紧急地震速报提供数据、确定地震的震源等。Hi-net上山田观测点（N.KMDH）Hi-net白马神城观测点（N.HKKH）

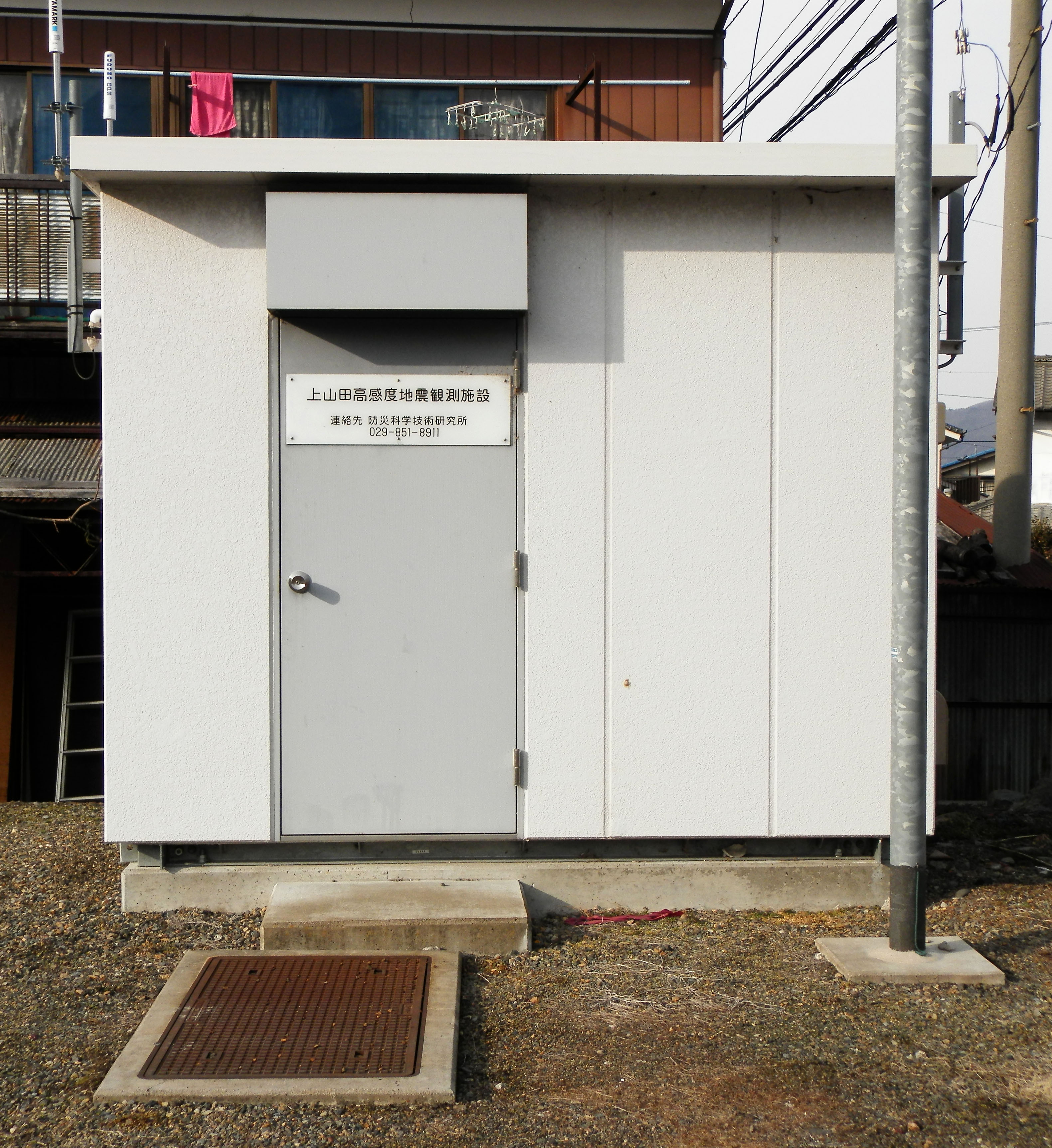
Hi-net上山田观测点（N.KMDH）

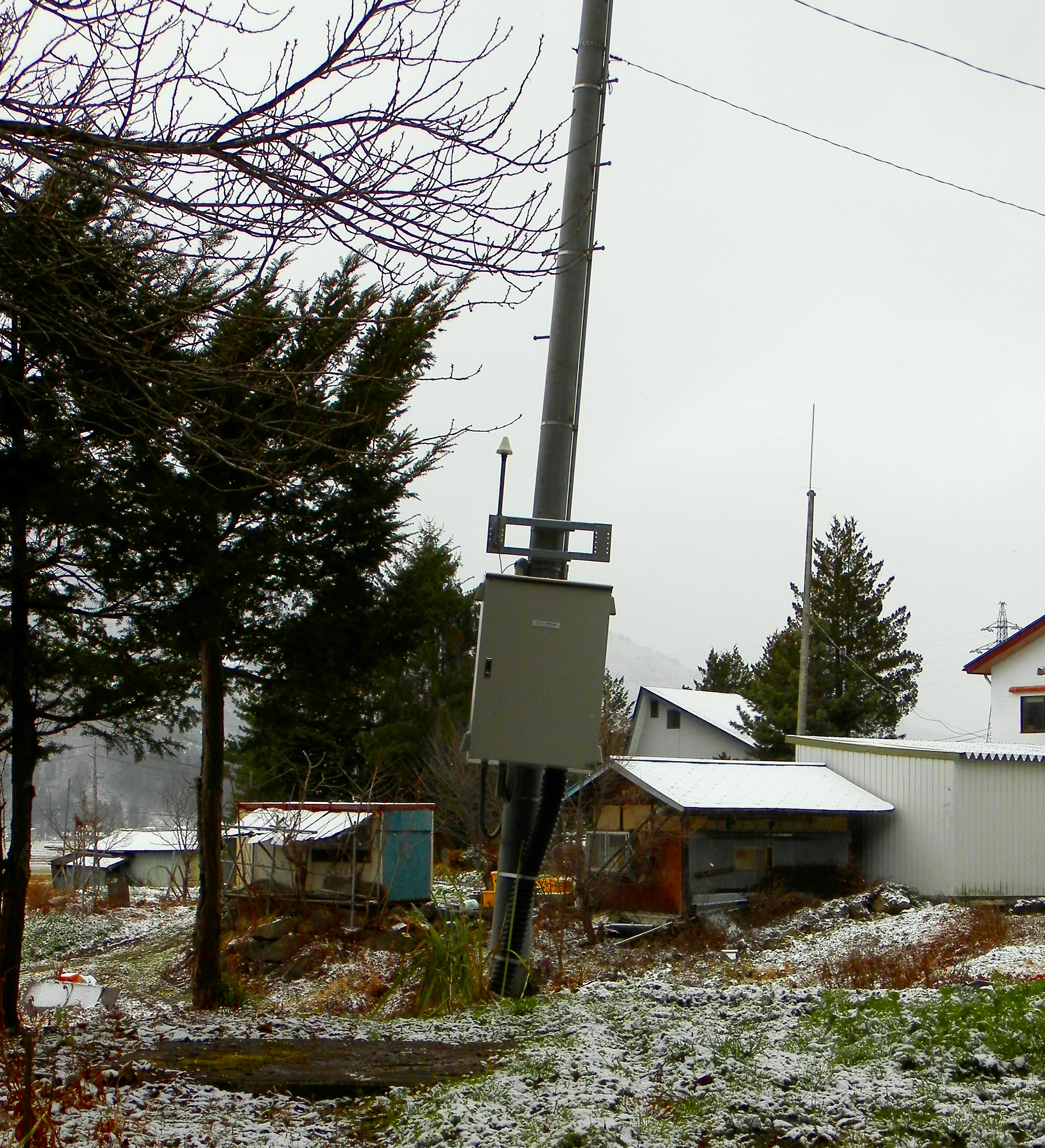
Hi-net白马神城观测点（N.HKKH）

- K-NET、KiK-net（日语：強震観測網、基盤強震観測網）[3]
  - 通过强震计观测强震动。K-NET在日本全国约有1000个地表观测点，目的是观测对建筑物造成破坏的震动。KiK-net在日本全国约有800个地下观测点。现在主要用于解析地震的震源破裂过程，以及提供实时提供震度信息。
- F-NET（日语：広帯域地震観測網）[4]
  - 可以观测不同周期的地震动。用于推定地震的震源机制解、观测海外发生的地震等。
- DONET、DONET2 、DONET3（英語：Dense Oceanfloor Network system for Earthquakes and Tsunamis）[5]
  - 分别位于东南海地震和南海地震的预想震源域。由海洋研究开发机构建成，现移交防灾科研管理。将强震计、宽频地震计、水压计、精密温度计等海床下约1米的海底，用于观测海底的地壳变动和地震活动。
- 日本海沟海底地震海啸观测网（S-net）[6]
  - 位于太平洋海底，是世界最大的同类观测网。将地震仪、海啸计设置于海底，可以直接观测在日本海沟发生的地震和海啸。对于此海域内发生的地震，可以使得紧急地震速报提前最多30秒发布。
- 首都圈地震观测网（MeSO-net）
  - 自2007年开始设置。特点是密度高，用于首都直下地震的防灾、减灾。

### 火山观测网
- V-net（日语：基盤的火山観測網）[7]
  - 由防灾科研的16个火山观测点组成，各观测点装备有倾斜观测装置、宽频地震计，以及GNSS等，为火山活动的观测、预测技术开发和火山喷发原理的解明提供支持。[8]
- 火山活动连续观测网（日语：火山活動連続観測網）[9]

### 其他
陆海统合地震海啸火山观测网（MOWLAS）
- 由Hi-net、K-NET、KiK-net、F-NET、V-net、S-net、DONET整合而成，于2017年11月正式开始运用。[10]

## 研究设施
- E-Defense（日语：E-ディフェンス）[11]
  - 用来进行大型建筑物的震动破坏实验。是世界上最大的耐震实验设施。位于兵库县三木市，于2005年1月竣工。名称中的“E”表示“地球”（Earth）。
- 大型耐震实验设施[12]
  - 1970年作为筑波学园都市设施第1号建设。可以进行大规模耐震实验。规模仅次于E-Defense，为世界第二大。
- 雪冰防灾实验楼
  - 位于山形县新庄市，新庄雪冰环境实验所所属[13]，实验楼有模拟雪降下的装置和风洞。可以开展各种与雨雪灾害有关的研究[14]
- 大型降雨实验设施[15]
  - 拥有世界最大级别的降雨模拟装置，可以进行有关滑坡、泥石流、土壤侵蚀等的研究。

## 沿革[16]
- 1963年4月，国立防灾科学技术中心作为科学技术厅的附属机构设立
- 1964年12月，位于新潟县长冈市的雪灾实验研究所启用（现为冰雪防灾研究中心）
- 1965年8月，神奈川县平塚市的观测塔启用
- 1967年6月，设置强震观测事业推进联络会议（现在仍存续）
- 1967年7月，平塚分所在神奈川县平塚市启用（即后来的平冢实验场）
- 1969年1月，新庄支所在山形县新市启用
- 1970年6月，大型耐震实验设施在茨城县筑波市开设
- 1971年11月，川崎壤土崩溃实验事故发生。川崎市生田绿地公园的斜面崩溃实验失败后，实验相关人员、报道有关人员等15人被活埋死亡。
- 1974年3月，大型降雨实验设施在茨城县筑波市开设。
- 1978年4月，转移到茨城县筑波市
- 1984年3月，关东、东海地壳活动观测网完成
- 1988年4月，雪灾实验研究所改组为长冈冰雪防灾实验所，新庄支所改组为新庄冰雪防灾研究分所
- 1990年6月，名称变更为防灾科学技术研究所及组织改编
- 1993年4月，设置地震预知研究中心
- 1996年3月，相模湾海底地震观测设施平塚实验场开设，K-NET（强震观测网）投入使用
- 1996年5月,地震预知研究中心改组为地震调查研究中心
- 1997年3月，Hi-net（高灵敏度地震观测网）及KiK-NET投入使用
- 1997年11月，F-net投入使用
- 1999年4月，设置防灾研究数据中心
- 2001年4月，独立行政法人防灾科学技术研究所设立，地震防灾研究中心由理化研究所移管
- 2002年10月，地震防灾研究中心川崎实验室于川崎市开设
- 2003年4月，受文部科学省受托开展高度即时性地震信息传达网实用化项目（经济活性化研究开发）
- 2003年4月,地震防灾研究中心从三木市转移到神户市
- 2004年4月，危机管理情报共享技术的减灾对策（科学技術振興調整費重要課題解決型研究）受文部科学省受托
- 2004年10月，在兵库县三木市开设兵库耐震工学研究中心
- 2005年3月，兵库耐震工学研究中心与实物一般大的三维震动破坏实验设施（E-Defense）完成
- 2007年3月，地震防灾研究中心川崎实验室废除
- 2008年3月，平塚试验场废止
- 2011年3月，地震防灾前沿研究中心废除
- 2015年4月，“独立行政法人防灾科学技术研究所”名称变更为“国立研究开发法人防灾科学技术研究所”。
- 2016年4月，南海沿岸铺设的地震·海啸观测监视系统DONET及DONET 2由海洋研究开发机构移交给防灾科学技术研究所。[17]

## 組織

### 2011年3月之前
- 理事長
- 理事（包括理事長在内2名）
- 監事（2名）
- 企画部（企画課、广報普及課）
- 総務部（総務課、経理課、研究支援課、施設室）
- 地震研究部
  - 地震观测数据中心
- 火山防災研究部
- 水・土砂防災研究部
- 防灾系统研究中心
  - 地震防災前沿研究中心 - 兵庫县神戸市
  - IT統括室
  - 自然災害情報室
- 冰雪防灾研究中心 - 新潟县長岡市
  - 新支所 - 山形县新市
- 兵庫耐震工学研究中心 - 兵庫县三木市
- 监査·法务室

### 2011年4月以后
- 理事長
- 理事（包括理事長在内2名）
- 監事（2名）
- 经营企画室
- 总务部（总务小组，研究支援小组）
- 观測・预测研究領域
  - 地震・火山防災研究组
    - 地震・火山观测数据中心
    - 海底地震津波观测網整備推進室

  - 水・土砂防災研究组
  - 雪氷防災研究中心 - 新潟县長岡市
    - 新支所 - 山形县新市
- 減灾实验研究領域
  - 兵庫耐震工学研究中心 - 兵庫県三木市
- 社会防灾系统研究領域
  - 災害风险研究组
    - IT統括室

  - 国际研究推进中心 
  - 外联小组 
  - 国际研究推进小组 
  - 自然灾害情报室
- 恢复力防災・減災研究推進中心
  - 研究推進室
- 監査・法务室

### 歴任理事長

#### 所長（独立行政法人化以前）
- 高橋博（1983年8月1日～1989年3月31日）
- 萩原幸男（1989年4月1日～1992年3月31日）
- 植原茂次（1992年4月1日～1996年8月31日）
- 片山恒雄（1996年9月1日～2001年3月31日）

#### 理事長（独立行政法人化以後）
- 片山恒雄（2001年4月1日～2006年3月31日）
- 岡田義光（2006年4月1日～2015年9月30日）
- 林春男 （2015年10月1日～）[19]

## 项目
- 关于利用地震观测数据的地壳活动的评价和预测的研究
- 国际地震火山观测研究
- 火山喷发预知与火山防灾关联研究
- 多参数雷达用土砂、风、水灾害的发生预测关联研究
- 台风灾害的长期预测关联研究
- 地域防灾能力提高、灾害风险信息的利用
- 防灾信息基础支援项目
- 地震动预测、地震灾害的预测方法的高度化关联研究
- 地震防灾前沿研究
- 和实物一般大的三维震动破坏的实验设施与活用耐震工学研究
- 大城市大震灾减轻特别项目（2002～2006）
- 危机管理情报共享技术的减灾对策
- 高度即时地震信息传输网实用化项目
- 灾害信息平台的开发关联研究